# Ken Parker
Ken Parker es una historieta italiana del Oeste creada en 1974 por el guionista Giancarlo Berardi y el dibujante Ivo Milazzo. Protagonizada por el personaje homónimo, es una serie muy famosa en Italia y ha sido exportada a trece países.
En España apareció por primera vez en 1981 en la revista Cimoc de Norma Editorial. Sus aventuras posteriormente fueron publicadas por Ediciones Zinco y ECC Ediciones.

## Trayectoria editorial
El primer número de la serie, "Lungo Fucile" ("Rifle Largo") fue publicado por la editorial italiana CEPIM (como se llamaba en ese entonces la actual Sergio Bonelli Editore) en 1977. Ken Parker, sin embargo, había sido creado tres años antes para una revista de la misma editorial. La primera serie consta de 59 números y se cerró en 1984. Nuevas aventuras aparecieron entre 1984 y 1988, publicadas en revistas como Orient Express y Comic Art. Desde 1992 hasta 1996 fueron publicadas en la revista Ken Parker Magazine y desde 1996 hasta 1998 en Ken Parker Speciale.
El cómic ha sido reeditado por Sergio Bonelli Editore, Parker Editore, Panini Comics y Mondadori Comics. La última historia salió a los quioscos en abril de 2015, publicada por Mondadori Comics.

## Argumento
Ken Parker es un antihéroe, físicamente inspirado en el Robert Redford de la película Las aventuras de Jeremiah Johnson. Como Johnson, es un trampero que decide escapar de la civilización. Sus historias inicialmente están ambientadas en los estados del Noroeste, pero en los números posteriores a lo largo de la serie el escenario se amplía, también incluyendo otras áreas de Estados Unidos y países como México y Canadá.
Los temas tratados en la serie son inusuales para un western, e incluyen homosexualidad, ecología, racismo, justicia, el destino del hombre, y su relación con Dios. Ken Parker no es el típico hombre duro del Oeste, al estilo de Tex Willer o los personajes protagonizados por John Wayne: envejece desde su primera aventura (ambientada en 1868), comete errores y cambia de ideas y de ideales. Según dice: «No me gusta matar... ni siquiera cuando es necesario».

## Autores

### Guionistas
Giancarlo Berardi, Alfredo Castelli, Maurizio Mantero, Valerio Rontini, Tiziano Sclavi.

### Dibujantes
Ivo Milazzo, Giancarlo Alessandrini, Carlo Ambrosini, Giuseppe Barbati, Massimo Bertolotti, Renzo Calegari, Giampiero Casertano, Giovanni Cianti, Giovanni Freghieri, Pasquale Frisenda, Bruno Marraffa, Vincenzo Monti, José Ortiz, Goran Parlov, Renato Polese, Giorgio Trevisan, Sergio Tarquinio, Luca Vannini, Laura Zuccheri.